# Ipojuca (gemeente)
Ipojuca is een gemeente in de Braziliaanse staat Pernambuco. De plek staat vooral bekend om de beroemde toeristische trekpleister Porto de Galinhas. Ipojuca ligt op 60 km afstand van de hoofdstad van de staat Recife.

## Geschiedenis
De kolonisatie van Ipojuca begon in 1560, na de verdrijving van de Caeté-indianen en andere stammen uit de zuidelijke kust van Pernambuco. Van daaruit konden de kolonisten migreren naar het vruchtbare land van Ipojuca. Het land was zeer geschikt voor de teelt van suikerriet, wat een snelle landbouwuitbreiding in de regio veroorzaakte. Onder de pioniers waren de families Lacerda, Cavalcanti en Rolim Moura.
Toen de Nederlanders Pernambuco binnenvielen, waren er al meerdere molens in de regio gevestigd. Veel mensen in de stad namen deel aan het verzet tegen de Nederlanders. Onder leiding van kapitein-mor Amador van Araújo brak er een strijd uit op 17 juli 1645. De Nederlanders werden verslagen op 23 juli 1645. Na de overwinning op de Nederlanders werd Ipojuca een van de belangrijkste regio's van het koloniale systeem, met dank aan de twee havens (Suape en Porto de Galinhas) en de koloniale driehoekshandel.

## Toponymie
De naam Ipojuca komt van Iapajuque, een woord uit het Tupi-Guaraní, en het betekent donker water.

## Toerisme
De belangrijkste attractie in Ipojuca is het strand van Porto de Galinhas, dat door het tijdschrift Travel & Tourism acht keer werd uitgeroepen tot beste strand van Brazilië. Qua historische bezienswaardigheden is er het Convento de Santo Antonio, een klooster dat in 1606 werd opgericht en in 1937 werd toegevoegd aan het nationale historische erfgoed.

### Lijst van stranden in Ipojuca
- Camboa
- Cupé
- Maracaípe
- Muro Alto
- Pontal de Maracaípe
- Porto de Galinhas
- Serrambi

## Economie
De belangrijkste economische activiteiten in Ipojuca zijn gebaseerd op de traditionele, commerciële, voedings- en algemene industrie. De toeristische sector is een van de belangrijkste attracties. Ipojuca heeft met de haven van Suape-Recife ook een van de meest ontwikkelde havens in Brazilië. De haven is verantwoordelijk voor de bloei in de industrie in de hele staat Pernabuco. Suape bedient schepen 365 dagen per jaar zonder beperkingen vanwege getijdenschema's.